# Phasia aurigera
Phasia aurigera is een vliegensoort uit de familie van de sluipvliegen (Tachinidae). De wetenschappelijke naam van de soort werd voor het eerst geldig gepubliceerd in 1860 door Johann Egger.

## Afbeeldingen

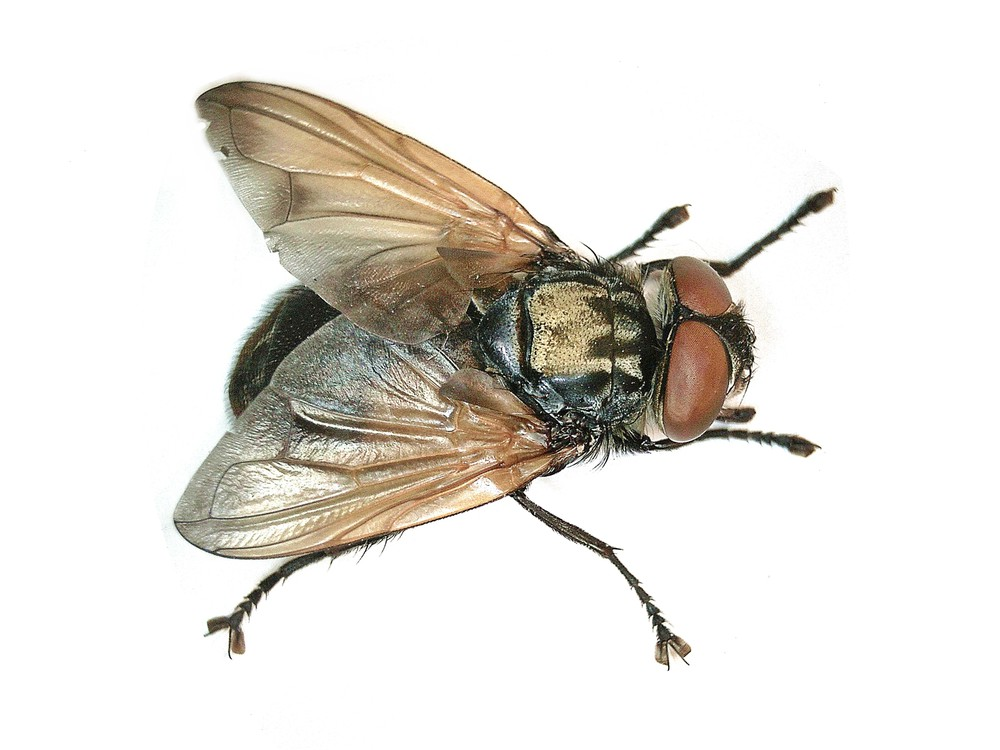
bovenkant
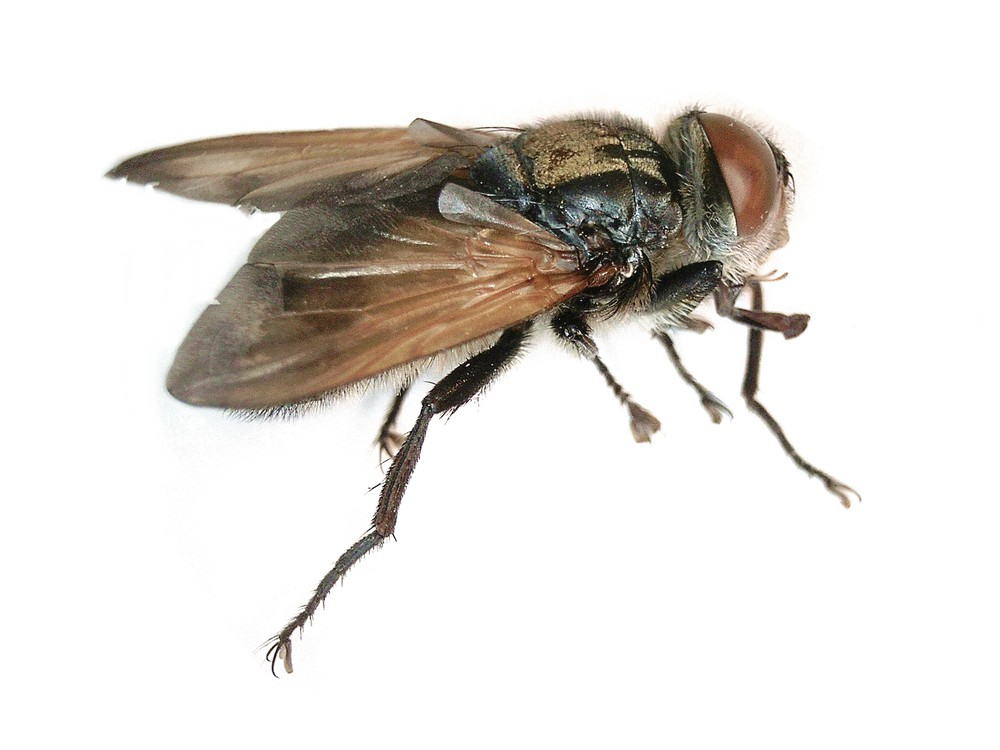
zijkant
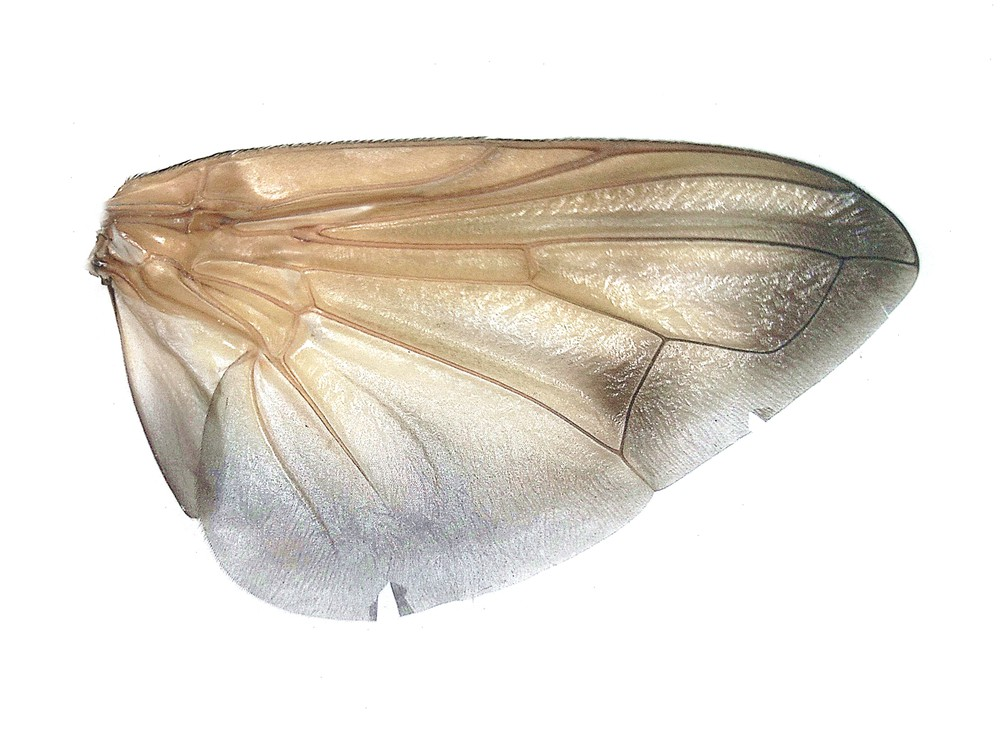
vleugel